# Sinsinati
Sinsinati és un grup espanyol de música pop compost per Álvaro de Luna, Carlos Matamoros, Pedro Montero, José i Manuel Porterounos. Nascuts arreu d'Espanya, són un dels grups més prometedors del panorama musical pop espanyol. La seva cançó Indios y Vaqueros els catapultà als números 1 de les llistes de ventes i cançons més escoltades en totes les plataformes digitals, tenint actualment més de 50 milions de reproduccions a Spotify i 15 milions de visualitzacions a YouTube. El grup ja ha rebut un Disc d'Or per les seves més de 20.000 còpies venudes de la cançó Cuando éramos dos.

## Història
Es coneixeren gràcies a un concurs de bandes musicals a Salamanca, on els uní la passió per la música, finalment, acabaren cantant covers. El més curiós és como sorgí la idea del nom. Davant les presses d'apuntar-se al concurs, l'Àlvaro, el vocalista de la banda, decidí posar un nom aleatori de la seva agenda de contactes (el jove guarda a les persones que coneix amb sobrenoms graciosos per enrecordar-se), d'aquí aparegué Sinsinati. Les preses foren decisives, i a l'hora d'apuntar-se, s'inscrigueren com a "Sinsinati" enlloc de "Cincinnati". Però les bones vibracions entre els integrants no es van quedar en aquell concurs. Després de veure el que eren capaços de fer junts, van decidir seguir endavant amb el projecte i van començar a compondre les seves primeres cançons. Cuando Éramos Dos, Indios y Vaqueros i Volar es converteixen en els seus primers singles i comencen a sumar milers de reproduccions en totes les plataformes digitals.
Aviat comencen a donar els seus primers concerts a Màlaga, Salamanca i Sevilla. Però la veritable sorpresa ve quan, amb tan sols tres cançons originals, van aconseguir omplir la sala Shoko de Madrid. Unes 800 persones van acudir a veure'ls.
En aquest moment, Álvaro de Lluna, el vocalista de Sinsinati, es converteix en un dels concursants de La Voz 2019. El sevillà forma part de l'equip de Fonsi i aconsegueix superar diverses fases del talent. Mentrestant, el grup va sumant nous seguidors i seguidores.
Els nois signaren a mitjans del 2020 amb Warner Music Spain i sembla que seran una de les grans apostes del segell. 
A finals del 2020, Álvaro de Luna abandona el grup, així ho explica en una entrevista: "Vaig sentir la necessitat de parlar d'amor en primera persona".

## Estil musical
La música de Sinsinati es caracteritza bàsicament per dues coses: la facilitat d'enganxar-se a les tornades de les seves cançons i l'alegria que transmet el grup. Els sons de les guitarres acústiques, una bateria, i tan sols una veu, els han portat al més amunt del panorama nacional.

## Discografia
- Aviones de papel (2020)
- Similares (2020)
- Bailemos un vals (feat. El Kanka) (2020)
- Disparos (feat. Sinsinati) (2019)
- Mi lugar (2019)
- Gitana de Madrid (2019)
- Volar (2018)
- Indios y Vaqueros (2018)
- Cuando Éramos Dos (2018)